# Mary Decker
Mary Teresa Decker-Slaney (Flemington (New Jersey), 4 augustus 1958) is een voormalige Amerikaanse atlete, die was gespecialiseerd in de middellange afstand. Ze was tweevoudig wereldkampioene en is de enige Amerikaanse atlete die zeven Amerikaanse records in handen had (vanaf de 800 m tot en met de 10.000 m). Ze heeft nog altijd het wereldrecord (onder 23 jaar) in handen op de mijl (in- en outdoor) en de 1500 m (indoor). Tijdens haar sportcarrière verbrak ze 36 maal het Amerikaanse record en liep in totaal zeventien officiële en officieuze wereldrecords, waarbij zij de mijl als eerste vrouw ter wereld binnen de 4.20 liep.

## Biografie

### Start op tienjarige leeftijd
Nadat de in New Jersey geboren Mary Decker op tienjarige leeftijd met haar ouders naar Garden Grove in Zuid-Californië was verhuisd, begon zij met hardlopen. Een jaar later, op elfjarige leeftijd, won zij haar eerste schoolatletiekwedstrijd. Ze werd lid van zowel de schoolatletiekclub als een lokale hardloopvereniging en dompelde zich volledig onder in het hardlopen. In haar latere carrière zou zij daar een hoge prijs voor betalen in de vorm van veel blessures.

### Twaalfjarige marathonloopster
Op twaalfjarige leeftijd liep Decker haar eerste marathon in een tijd van 3:09.27, gevolgd door vier middellange en lange afstandswedstrijden en dat alles binnen één week. De week werd afgesloten met een blindedarmoperatie.
Ze doorliep daarna de Orange High School (1976) en de Universiteit van Colorado (1978). Door allerlei blessures kon ze niet deelnemen aan de Olympische Spelen van 1976 in Montreal. Ook in 1980 moest ze verstek laten gaan, omdat Amerika om politieke redenen niet deel nam aan de Olympische Spelen van 1980 van Moskou.

### Dubbel Decker
Op de wereldkampioenschappen van 1983 in Helsinki won ze een gouden medaille op zowel de 1500 m als op de 3000 m. Deze dubbele overwinning staat nog altijd bekend als de Dubbel Decker. In dat jaar werd ze door Sports Illustrated verkozen tot Sportsperson of the Year en door de Associated Press als Athlete of the Year.

### Botsing met Budd
De blonde Decker was de lieveling van de Amerikaanse pers in 1984 en tevens de grote favoriete op de Olympische Spelen van Los Angeles. Ze won eenvoudig de Amerikaanse trials op de 3000 m. Nadat alle Oostbloklanden met uitzondering van Roemenië de Olympische Spelen boycotten, was de Zuid-Afrikaanse Zola Budd haar grootste concurrente. In de voorronde liep Decker met 8.44,38 een olympisch record. De Roemeense Maricica Puică verbeterde dit in haar kwalificatieronde. In de finale vochten Decker en Puică om een koppositie, waarbij de op blote voeten lopende Budd met haar armen iedereen op afstand probeerde te houden. Bij een van de vele opstootjes struikelde Budd, kon op haar benen bleven staan, maar Decker kwam ten val. De wedstrijd werd gewonnen door Puică in 8.35,96 voor de Britse Wendy Sly. Decker voelde zich bedrogen en de Amerikaanse media hadden haar verhaal.
Op de Olympische Spelen van 1988 in Seoel werd ze achtste op de 1500 m en tiende op de 3000 m.

### Schorsing
Decker nam op 37-jarige leeftijd deel aan de Olympische Spelen van 1996 in Atlanta. In 1997 werd ze voor twee jaar geschorst wegens het gebruik van testosteron.
Ze hertrouwde in 1981 met marathonloper Ron Tabb. Ze scheidde twee jaar later en trouwde op 1 januari 1985 met discuswerper Richard Slaney. Haar dochter Ashley Lynn is op 30 mei 1986 geboren.

## Titels
- Wereldkampioene 1500 m - 1983
- Wereldkampioene 3000 m - 1983
- Pacific Conference Games kampioene 800 m - 1973
- Pan-Amerikaanse Spelen kampioene 1500 m - 1979
- Amerikaans kampioene 880 yd - 1974
- Amerikaans kampioene 1500 m - 1982, 1983
- Amerikaans kampioene 3000 m - 1983
- Amerikaans kampioene 10 km - 1978
- Amerikaans indoorkampioene 880 yd - 1974

## Persoonlijke records
Outdoor
| Onderdeel   | Prestatie | Datum            | Plaats    | Extra       |
| ----------- | --------- | ---------------- | --------- | ----------- |
| 800 m       | 1.56,90   | 16 augustus 1985 | Bern      | NR          |
| 1000 m      | 2.34,65   | 1988             |           |             |
| 1500 m      | 3.57,12   | 26 juli 1983     | Stockholm | ex-AR       |
| 1 Eng. mijl | 4.16,71   | 21 augustus 1985 | Zürich    | ex-AR       |
| 2000 m      | 5.32,7    | 3 augustus 1984  | Eugene    | AR ex-WR    |
| 3000 m      | 8.25,83   | 7 september 1985 | Rome      | ex-AR       |
| 5000 m      | 15.06,53  | 1 juni 1985      | Eugene    | ex-NR       |
| 10.000 m    | 31.35,30  | 16 juli 1982     | Eugene    | ex-WR ex-NR |

Indoor
| Onderdeel | Prestatie | Datum | Plaats | Extra |
| --------- | --------- | ----- | ------ | ----- |
| 3000 m    | 8.47,3    | 1982  |        | ex-WR |

## Palmares

### 800 m
- 1973:  Pacific Conference Games - 2.05,1

### 880 yd
- 1974:  Amerikaanse indoorkamp. - 2.07,1
- 1974:  Amerikaanse kamp. - 2.05,2

### 1500 m
- 1979:  Pan-Amerikaanse Spelen - 4.05,7
- 1980:  Vriendschapsspelen - 4.00,87
- 1982:  Amerikaanse kamp. - 4.03,37
- 1983:  Amerikaanse kamp. - 4.03,50
- 1983:  WK - 4.00,90
- 1985:  Memorial Van Damme - 3.57,24
- 1988: 8e OS - 4.02,49
- 1997: DSQ WK indoor (was zilver in 4.05,22)

### 3000 m
- 1983:  Amerikaanse kamp. - 8.38,46
- 1983:  WK - 8.34,62
- 1988: 10e OS

### 10 km
- 1978:  Amerikaanse kamp. - 34.39

## Onderscheidingen
- Sports Illustrated's Sportsperson of the Year - 1983
- Associated Press Athlete of the Year - 1983
- James E. Sullivan Award - 1982

1983 Mary Decker ·
1987 Tatjana Samolenko ·
1991 Hassiba  Boulmerka ·
1993 Liu Dong ·
1995 Hassiba  Boulmerka ·
1997 Carla Sacramento ·
1999 Svetlana Masterkova ·
2001 Gabriela Szabó ·
2003 Tatjana Tomasjova ·
2005 Tatjana Tomasjova ·
2007 Maryam Jamal ·
2009 Maryam Jamal ·
2011 Jennifer Simpson ·
2013 Abeba Aregawi ·
2015 Genzebe Dibaba ·
2017 Faith Chepngetich Kipyegon ·
2019 Sifan Hassan ·
2022 Faith Chepngetich Kipyegon ·
2023 Faith Chepngetich Kipyegon
1980 Brigit Friedmann ·
1983 Mary Decker ·
1987 Tatjana Samolenko ·
1991 Tatjana Dorovskich ·
1993 Qu Yunxia
- World Athletics: 14321414
- Library of Congress Control Number: n83130356
- Virtual International Authority File: 65383323
- WorldCat: E39PBJjXm8GWpcTwFKQKh7FFrq